# Leucovibrissea
Leucovibrissea es un género de hongos en la familia Vibrisseaceae. Es un género  monotípico y contiene a la especie Leucovibrissea obconica, propia de Estados Unidos.